# Aceuchal
Aceuchal es un municipio español, perteneciente a la provincia de Badajoz (comunidad autónoma de Extremadura).
Según el INE su población en 2020 es de 5456 habitantes.

## Toponimia
El nombre de Aceuchal se hace derivar de hallarse cubierto de acebuches el lugar en que fue asentado. También se encontraba en ese punto según la tradición "una fuente muy buena" y un caserío anterior que se unió a la nueva fundación. En sus cercanías perdura otro viejo enclave llamado La Soledad.

## Geografía
Está situado entre Villalba de los Barros y Almendralejo. Pertenece a la comarca de Tierra de Barros y al partido judicial de Almendralejo. El poblado se fijó en la encrucijada de los caminos entre Almendralejo, Villalba de los Barros, Villafranca de los Barros y Solana de los Barros, en el eje de la Cañada Real Leonesa, surgiendo su foco inicial en la zona que hoy corresponde a los Cuatro Caminos, las Cañadas y La Lancha.
En la actualidad, Aceuchal constituye un núcleo típicamente rural, en el que la evolución experimentada en los últimos años no ha eliminado su carácter tradicional ni su valor ambiental. Urbanísticamente presenta la estructura laberíntica propia de los asentamientos de origen medieval, siendo numerosos los hitos que refieren su antigüedad. Entre ellos cabe mencionar los pozos y fuentes de "La Abundancia", de Abajo, de Zarza, del Buen Hombre, de Leoncio, La Pocilla, las Alberquitas, etc. Especial mención requiere el Pozo Garbanzo y las llamadas Casas Moras, que, según la tradición, pertenecen al poblado árabe originario.
En cuanto al movimiento asociativo, está documentada la fundación de la Sociedad de Auxilios Mutuos que en 1901 se convirtió en el Obrero de Aceuchal. En 1905 se creó la Comunidad de Labradores y en julio de 1931 la Agrupación Patronal de Aceuchal.

### Orografía e hidrografía
El lugar corresponde a una vaguada cruzada por multitud de pequeñas corrientes de agua cuya reunión a partir del barrio de La Postrera, área pedregosa que determina el límite norte del pueblo, origina la llamada de Cien Arroyos.
En este dominio de berrocales, conocido a nivel local como Las Piedras, proliferan formaciones rocosas de formas extrañas como las denominadas "del Librito", "Camita del Señor", "La Cocina", etc.

### Naturaleza
La flora silvestre ha sido sustituida casi completamente por los cultivos agrícolas de secano. Las encinas han desaparecido por completo quedando apenas un matorral residual de aulagas y cantuesos. Del acebuche, árbol que da el nombre al pueblo, sólo quedan algunos ejemplares aislados. Pero en algunos tramos del río Guadajira se conservan especies autóctonas como fresnos, mimbreras y olmos; en sus márgenes aparecen adelfas, eneas y cañaverales. En el término municipal existen 68 especies de aves nidificantes y otras 18 invernantes, 6 especies de anfibios, 9 de reptiles, 11 de peces y 19 mamíferos.
La avifauna aparece representada por especies ligadas a las llanuras cerealistas y cultivos de vid y olivo, destacando entre las protegidas al aguilucho cenizo y las ortegas (aquí llamadas 'cortezas'). Existen importantes colonias de cría de canasteras en las charcas de los alrededores del pueblo. Entre las especies cinegéticas destacan la perdiz, la codorniz o, más escasamente, la tórtola común y los zorzales siguen visitando los olivares en invierno.
Entre los mamíferos destacan las liebres en los cultivos y los conejos en las márgenes del río, donde se pueden descubrir los excrementos de nutrias que se alimentan del cangrejo rojo americano.
En el río pueden ser vistos ánades reales, gallinetas, algún martín pescador y, a veces, garzas reales. Las cigüeñas blancas anidan en la torre de la iglesia o del convento y existe una población interesante de cernícalos primillas, las conocidas 'aguilillas', además de las golondrinas, aviones, vencejos y otras aves propias de los pueblos extremeños en épocas de reproducción.
A pesar de la grave contaminación que asola al río Guadajira, aún remontan las aguas, más limpias en primavera, especies endémicas como pardillas y calandinos; pero una especie protegida, el jarabugo, parece haber desaparecido definitivamente.

## Historia
Durante el siglo XII, Alfonso IX concedió el territorio en que se encuentra actualmente esta villa a la Orden del Temple. Tras su desaparición, el lugar pasó a la de Santiago, dependiendo de Llerena. En el siglo XIV parece ser que fue Alfonso XI quién fundó y pobló Aceuchal. A mediados de esa misma centuria, aparece ya como cabeza de Encomienda. Los Reyes Católicos le concedieron el título de Villa.

### Aceuchal y sus indianos

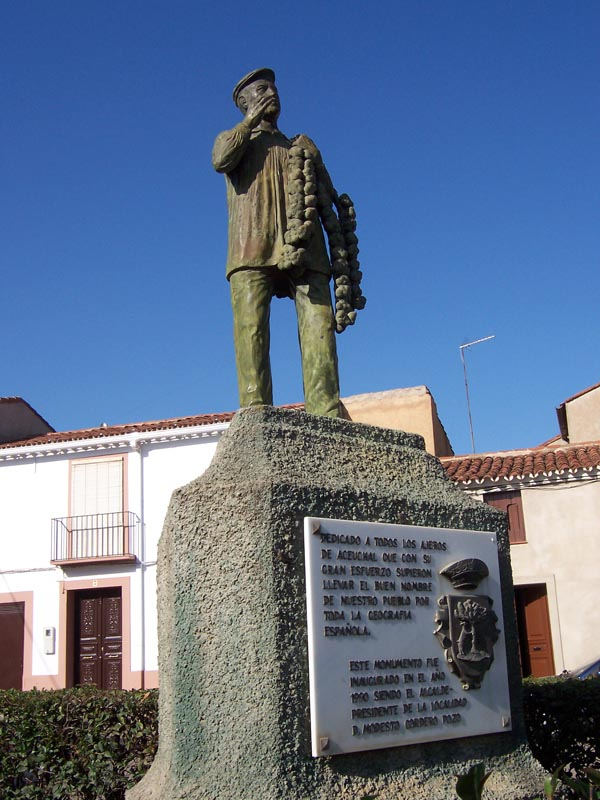
Estatua del Ajero

Aceuchal, tierra compartida entre la Orden del Temple y la Orden de Santiago en sus añejos tiempos, hoy es una localidad de solera que se le conoce por la laboriosidad de su gente y por ese casi monocultivo del ajo, que la caracterizan como gran productora de este prodigioso bulbo de consumo diario y emblema principal de sabores extremeños, como los del gazpacho, las migas, o las tostadas mañaneras untadas con ajo y regadas con aceite de oliva. Pero aunque el olor y el sabor del ajo, honrosamente marquen el norte del discurrir del pueblo, muchos de sus habitantes actuales desconocen su historia indiana, cuando esos piporros soñadores de la edad renacentista, buscaban sembrar sus costumbres, su sangre y su semilla genética en las tierras americanas.
Y descubriendo viejas particularidades del laborioso pueblo, según el presbítero extremeño Vicente Navarro del Castillo, durante el siglo XVI, 25 habitantes de Aceuchal contribuyeron a la conquista americana, entre ellas, 20 personas salían para Costa Rica en la expedición que el ucedano Diego de Artieda Chirino y Uclés organizaba en 1575 para colonizar las tierras centroamericanas. Anteriormente, 3 personas ya habían salido en 1538 para la expedición a la Florida que había organizado Hernando de Soto; y 2 más intervinieron en las guerras peruanas de banderías, a favor de Gonzalo Pizarro, y que fueron condenados en 1548 al perder el polémico extremeño la batalla de Jaquijaguana.

#### Los Rangel Durán
Y sin perder batallas y ganando dividendos que prestigien el gentilicio de Aceuchal, además de las 25 personas que señala el presbítero extremeño, hay que contar 8 personas más de una familia completa, que no aparece reseñada en las listas de la Casa de Contratación de Sevilla, ni en ningún otro documento de la época, ya que debieron abandonar España subrepticiamente por alguna razón desconocida, aunque la causa pudiera muy bien ser que fueran judíos o conversos y ante el temor de represalias por parte del Tribunal del Santo Oficio, decidieran desaparecer sin dejar rastro.
La Historia de Extremadura está repleta de estos episodios de caracteres racistas y religiosos que se desarrollaron después de que en 1492 se decretase la expulsión de los judíos. La familia de Juan Rangel Sanguino, compuesta por él, su mujer María Durán, su suegro Esteban García, cuatro hijas entre 18 y 22 años, y un hijo de 9, llegaban a Cumaná (Venezuela) en 1569, en la expedición que había organizado Diego Hernández de Serpa para la colonización del territorio de la Nueva Andalucía que le había sido adjudicado a este conquistador.
El matrimonio compuesto por Juan Rangel Sanguino y María Durán, habían nacido respectivamente en 1526 y 1528, y contrajeron matrimonio en Aceuchal en 1547. Mientras María fallecía durante la travesía del Atlántico, Juan moría en 1572 en Cumaná, donde era alcalde, cuando en una batalla sostenida con los indios, una flecha acabó con su vida. Y aunque sus hijos quedaban a la deriva en aquellas inhóspitas tierras, sabrían capear temporales y salir adelante envueltos en las circunstancias que el tiempo les deparaba.

#### La descendencia

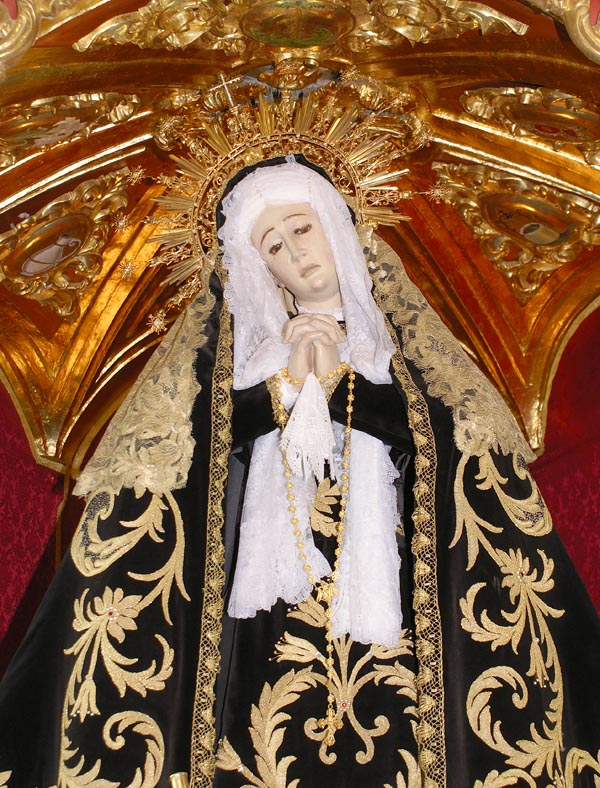
Nuestra Señora de la Soledad, patrona de Aceuchal

Los hijos de este matrimonio salieron adelante en la lucha con el elemento indígena y los diversos problemas que confrontaban y presentaban las nuevas ciudades del territorio americano, que se iban poblando con los que llegaban en las sucesivas expediciones. Su hija mayor, María había nacido en Aceuchal en 1548, y a la edad de 15 años se casaba en el pueblo con un tal Rodrigo Macias, que posiblemente se quedara en España, porque nada se dice de su venida a Venezuela.
Le seguía Marina, que nació en 1549 también en Aceuchal, esta ya casó en Cumaná con Andrés Ardouín en 1570 y tuvieron cinco hijos. El tal Ardouín era descendiente de una familia francesa, y entre los cinco hijos que tuvieron, una de ellas llamada María Ardouín Rangel, casó con Pablo de Lizaso y fueron los sextos abuelos del Mariscal Antonio José de Sucre, uno de los más destacados personajes de la Independencia americana.
Otra de las hijas, Juana Catalina, también nacida en Aceuchal en 1550, casaba en Cumaná en 1580 con Francisco Medina de Centeno, quien era de Trujillo y tuvieron dos hijos.
La última de las hijas, Leonor, nacida también en Aceuchal en 1565, casaba en Cumaná en 1586 con Alonso Hernández de Serpa, hijo del adelantado Diego Hernández de Serpa (con el que la familia había venido a Venezuela). Este matrimonio tuvo 3 hijos.
El último en casarse fue el único varón, Juan Esteban Rangel Durán, nacido también en Aceuchal en 1560, quien con 12 años cuando atacaron los indios en la batalla donde murió su padre, supo defenderse como un valiente. Se casó en 1588 con una tal Juana Gómez, de Extremadura y tuvieron tres hijos.
Todos ellos se quedaron en la ciudad de Cumaná, donde el apellido Rangel (deformado en Venezuela como Rengel) sigue recordando aquel matrimonio y los hijos que le habían nacido en Aceuchal. Cumaná, una de las ciudades más vieja del continente sudamericano, era fundada en 1.521 por otro extremeño, el capitán Gonzalo de Ocampo. Situada junto al mar Caribe, en la parte central de Venezuela, ha soportado con entereza los terremotos y el embate de los tiempos y hoy en día es una de las más prósperas y vistosas ciudades de Venezuela.

### Historia posterior
En 1594 formaba parte de la provincia León de la Orden de Santiago y contaba con 499 vecinos pecheros.
A la caída del Antiguo Régimen la localidad se constituye en municipio constitucional en la región de Extremadura, entonces conocido como Azauchal. Desde 1834 quedó integrado en el partido judicial de Almendralejo. En el censo de 1842 contaba con 760 hogares y 2890 vecinos.

## Demografía
Aceuchal cuenta con una población de 5404 habitantes (INE 2024).
| Gráfica de evolución demográfica de Aceuchal entre 1842 y 2021                                                                                                   |
| |
| Población de derecho según los censos de población del INE. Población de hecho según los censos de población del INE.En este censo se denominaba Azauchal: 1842. |

## Patrimonio

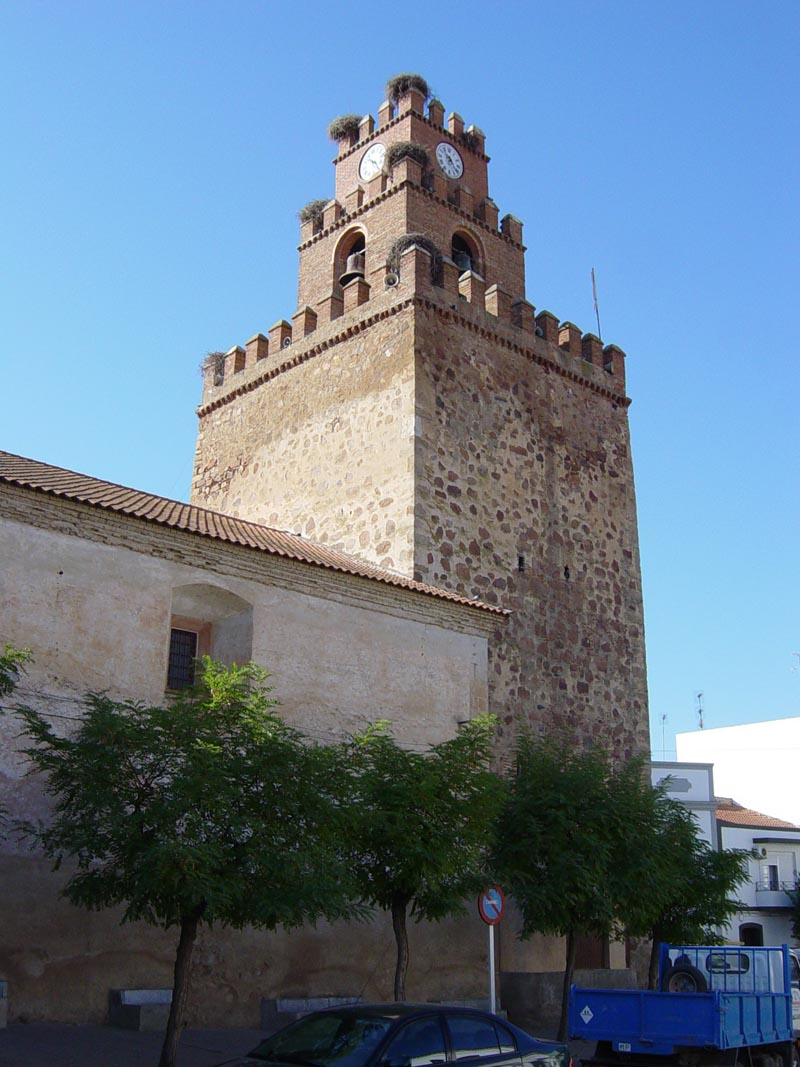
Torre templaria de la parroquia de San Pedro

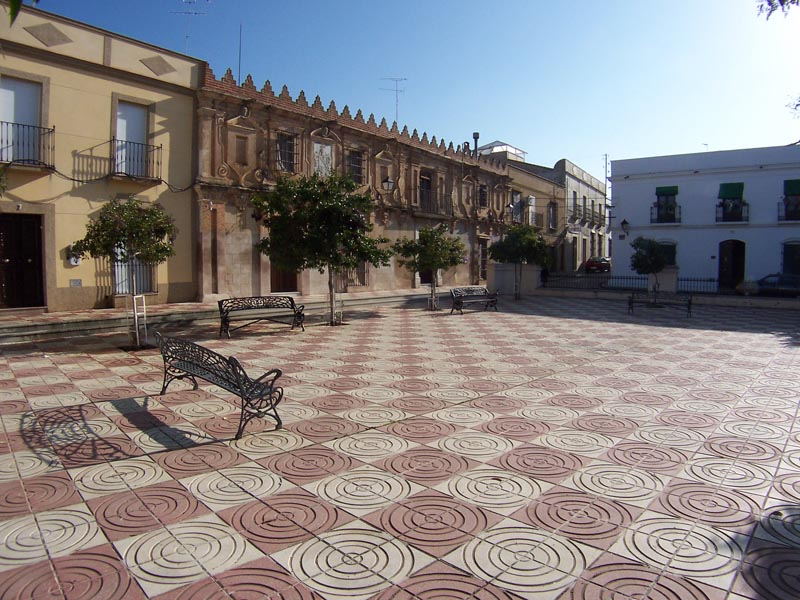
Plaza de María Cristina

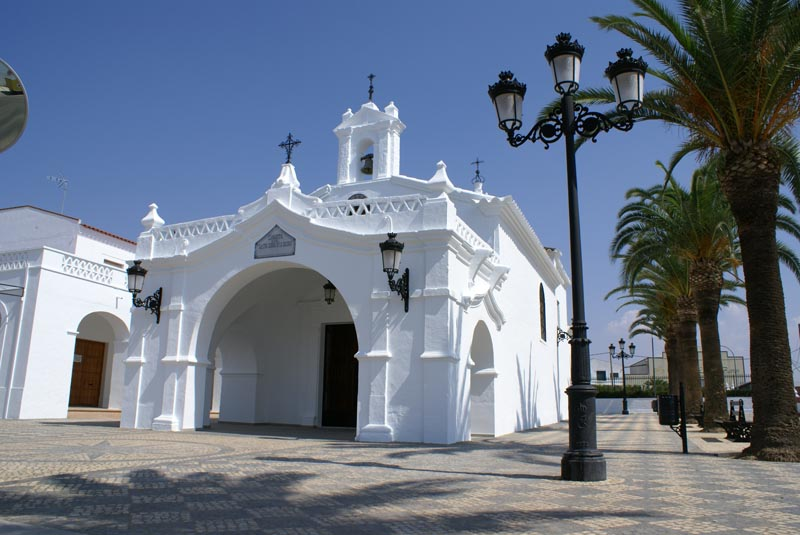
Ermita de Ntra. Sra. de la Soledad

Elemento artístico señalado de esta localidad es el edificio de la iglesia parroquial católica de San Pedro Apóstol, en la archidiócesis de Mérida-Badajoz. Edificio singular en el que se combinan distintos rasgos constructivos de los estilos gótico, renacentista y barroco, desarrollados desde el siglo XV al XVIII. El templo tiene una edificada en el siglo XVI, añadida a la cabecera gótica, único elemento con el que contaba la iglesia a finales del siglo XV. La primitiva cubierta de la nave era de madera, la cual persistió hasta que a mediados del siglo XVIII se acometieron las importantes obras barrocas que dieron al edificio su aspecto definitivo, sustituyéndose por la actual bóveda de cañón con lunetos. Entre sus contenidos artísticos se cuentan diversos retablos barrocos, habiendo desaparecido el mayor, obra del siglo XVI compuesta por 24 tablas góticas atribuidas a Antón de Madrid o Estacio de Bruselas, de las que únicamente se conservan dos representando a San Pedro ad Vincula y San Juan Bautista.
La torre es del siglo XIII y fue en su origen una torre construida por los caballeros de la Orden del Temple. En la segunda mitad del pasado siglo XX sufrió un proceso de reformas que sustituyó la antigua espadaña original por sucesivos cuerpos almenados que perfilan su aspecto actual de fortaleza.
En el interior del templo se conservan varios retablos laterales del estilo barroco, así como la capilla mayor, del mismo estilo, datable en la primera mitad del siglo XVIII.
También es de significar en esta localidad el que fuera convento de Religiosas Dominicas con el título de Nuestra Sra. de los Remedios, que ha sido la única parte del conjunto monacal que, tras la Desamortización del siglo XIX, se ha conservado hasta nuestros días.
Sin ser de grandes dimensiones, constituye un excelente ejemplar arquitectónico del primer cuarto del siglo XVII en el contexto de nuestra arquitectura rural, ejemplar que además guarda una muestra retabilística de los siglos siglo XVII y siglo XVIII de indudable interés regional, junto con otras piezas artísticas de primer orden: azulejería hispalense del siglo XVII en los netos de las gradas de la capilla mayor, extraordinaria imagen del Nazareno "El Señor de la Paz" de finales del siglo XVIII atribuible a Blas Molner.
De sobresaliente atractivo plástico resulta el Ayuntamiento, uno de los más hermosos, quizá de la región, en cuya variada composición destacan sus soportales y galerías. El edificio correspondiente a un antiguo centro religioso conectado con el convento franciscano de Montevirgen de Villalba, fue restaurado con notable acierto en 1920, presentándose hoy impecablemente encalado y cuidado.
Producto especialmente característico de Aceuchal es el ajo, del que a su vez resulta inseparable la figura del ajero. En homenaje a tan significada figura, el pueblo tiene un monumento dedicado al "ajero", expresiva obra en bronce de Fulgencio León Manchego, erigida en 1985. En conexión con el ajo, los paisanos de Aceuchal son conocidos a nivel general con el apelativo popular de "piporros".

## Cultura

### Gastronomía

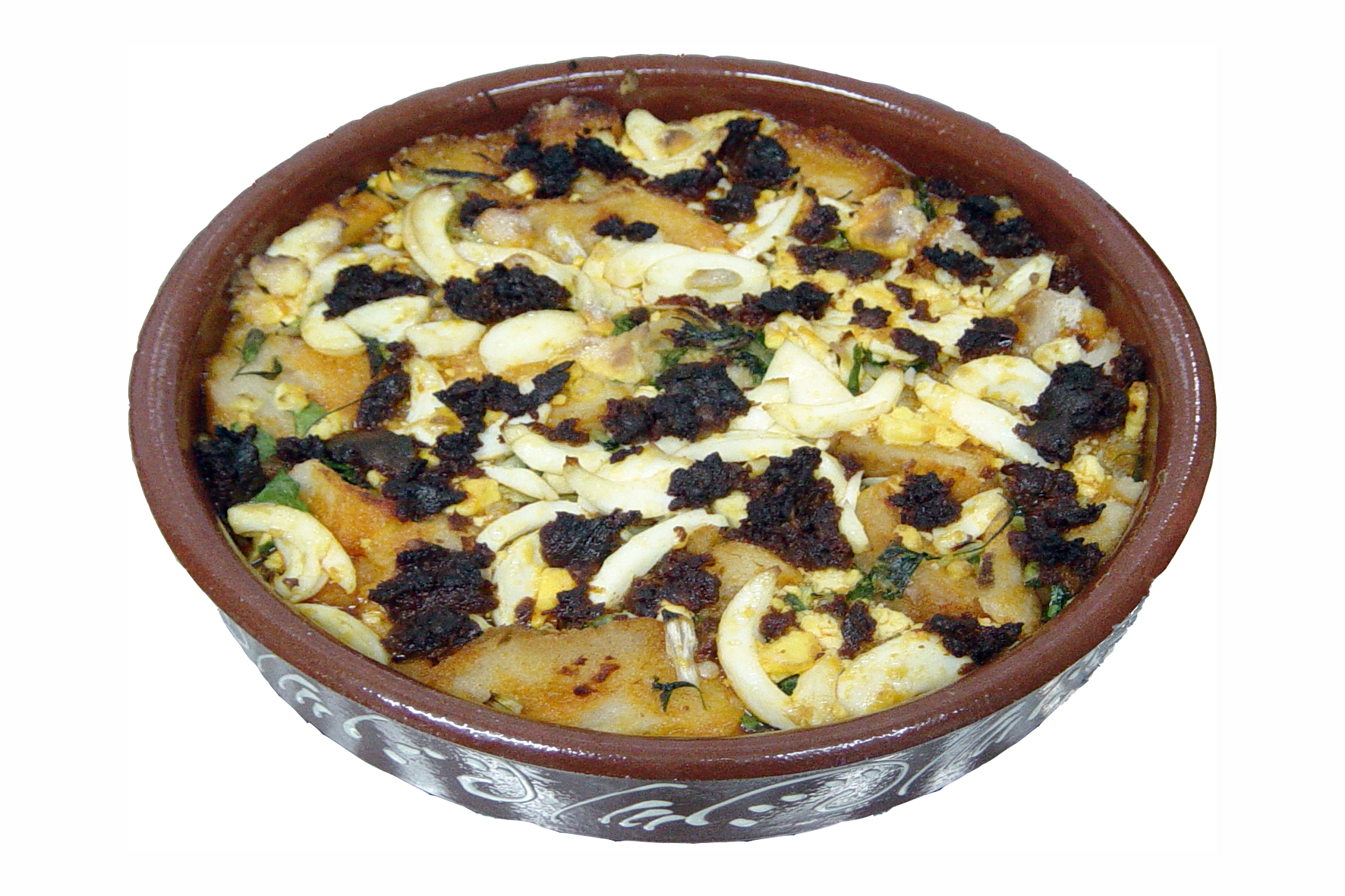
Sopa de Antruejo

Dentro de la cocina propia de la comarca, elaborada como es propio de la gastronomía extremeña, con ingredientes naturales y de excelente calidad, cabe mencionar: las típicas migas, el riquísimo gazpacho en épocas de calor, las conocidas calderetas, plato que no falta en una buena jornada campestre.
Mención especial merece la Sopa de Antruejo, propia de esta localidad. Además, cabe destacar igualmente los dulces caseros, elaborados principalmente en Semana Santa y otras.

### Fiesta
Desde 2018 en Aceuchal y en el mes de noviembre, se celebra la popular fiesta de "La bruja de los ajos". Esta, recrea la historia de Josefa Zarpazos, un bruja que en siglo XVI vivió en esta localidad, siendo apresada y juzgada por el Tribunal de la Inquisición de Llerena. 

#### Descripción de la fiesta

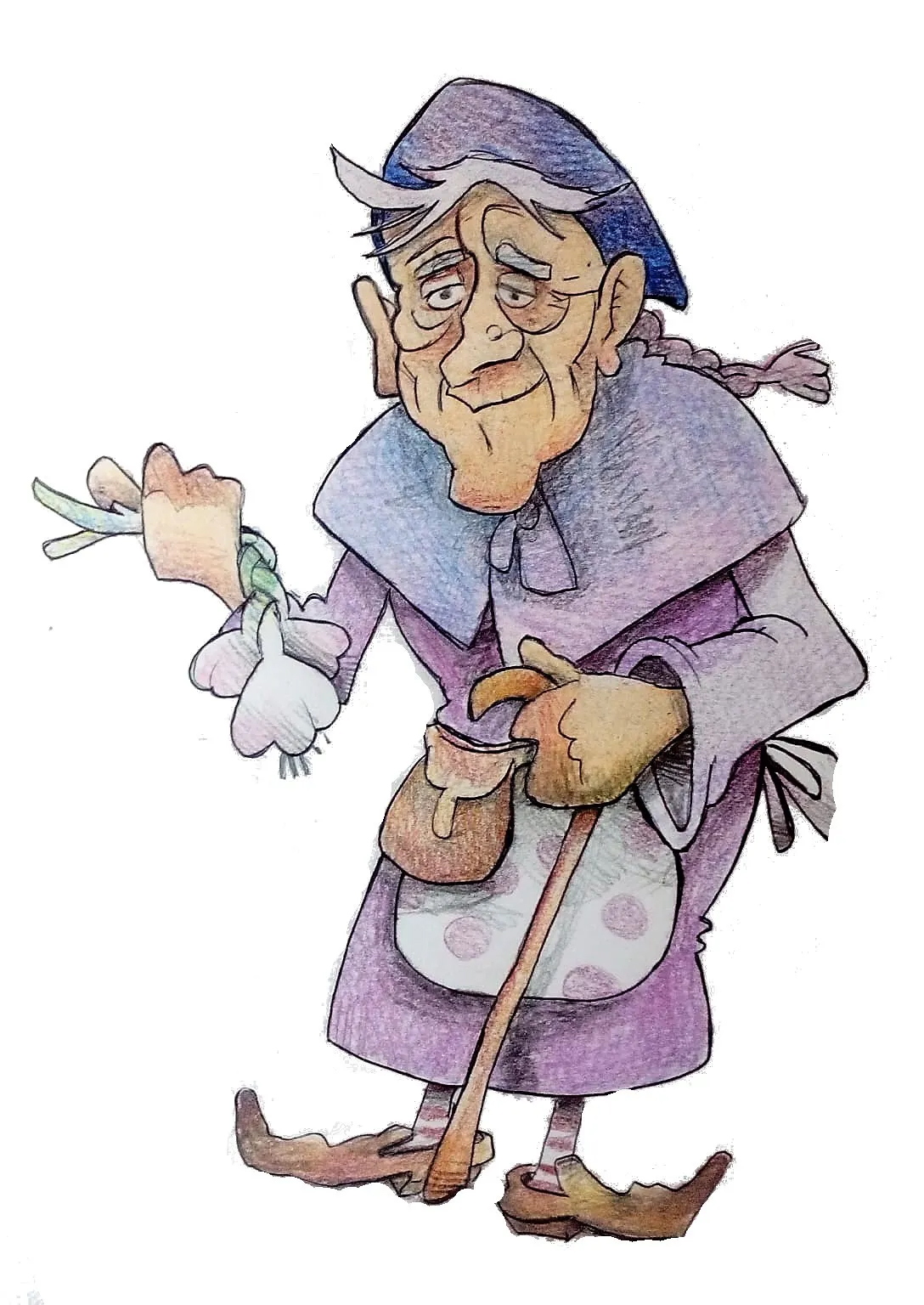
Josefa Zarpazos de La bruja de los ajos, de Manuel García González (2018)

Durante la semana previa a la fiesta, el pueblo de Aceuchal decora los balcones y ventanas con ristras de ajos, símbolo de la fiesta. El primer día festivo, se inicia la recreación de la historia de Josefa Zarpazos, cuando los distintos personajes acompañados de música medieval, realiza un pasacalle que finaliza con la lectura del edicto de la Inquisición que condena a la bruja. El segundo día, los vecinos y vecinas, acompañados por una comparsa expulsan al inquisidor y a su comitiva lanzándole ajos. De esa forma, se recrea el episodio donde el pueblo defiende a Josefa Zarpazos de ser apresada. La fiesta finaliza al anochecer tras quemar el manuscrito del Inquisidor en una hoguera y con la celebración con distintos actos para festejar la victoria.

#### El cuento original de Manuel García González (sinopsis)
En Aceuchal vivía una hechicera llamada Josefa Zarpazos que ayudaba a sus vecinos y vecinas con pócimas y ungüentos que elaboraba a partir de hierbas que recolectaba y sobre todo con ajo, ingrediente favorito de la bruja y que servía para curar distintas dolencias. Un acontecimiento normal en la localidad se llegó a exagerar tanto que corrió de boca en boca que Josefa, gracias a los ajos, pudo saltar sobre las casas y volar montada en su escoba. El bulo llegó a oídos del Inquisidor de Llerena que, inmediatamente, lo detectó como un caso de brujería en el que había que actuar y envió a su alguacil a Aceuchal, para localizar y apresar a la bruja y para, posteriormente poder juzgarla. Los esfuerzos del enviado fueron inútiles, pues los vecinos y vecinas protegieron a su bruja y no pudo encontrarla. El Inquisidor, al ver lo infructuoso del trabajo, emitió un edicto en el que ordenaba que se identificase la casa de la bruja colocando unos ajos en su ventana. A la mañana siguiente, todas las casas de Aceuchal tenían ajos en sus ventanas y balcones, todos unidos pudieron burlar así a la inquisición. Finalmente todos reunidos en torno a una hoguera, quemaron el edicto festejando su triunfo.